# Arunca
L'Arunca è un fiume di pianura portoghese che nasce vicino al villaggio di Albergaria dos Doze. La fonte si trova nella parrocchia e porta lo stesso nome, nel comune di Pombal, nel distretto di Leiria.
Correndo verso sud-nord, attraversa Albergaria dos Doze, poi Pombal, dunque Soure e Vila Nova de Anços. In queste ultime due località, già nella contea di Soure e nel distretto di Coimbra.
Si riversa infine nella riva sinistra del fiume Mondego, nel mezzo della regione del Baixo Mondego, a tre chilometri a valle della città di Montemor-o-Velho, dopo aver percorso 60 chilometri.